# Bákila
Bákila je stará jednotka hmotnosti používaná v islámských zemích. Do češtiny se dá přeložit jako fazole. Její velikost činila 2,34 g a tvořila 3/4 jednotky dirham.